# Isku-areena

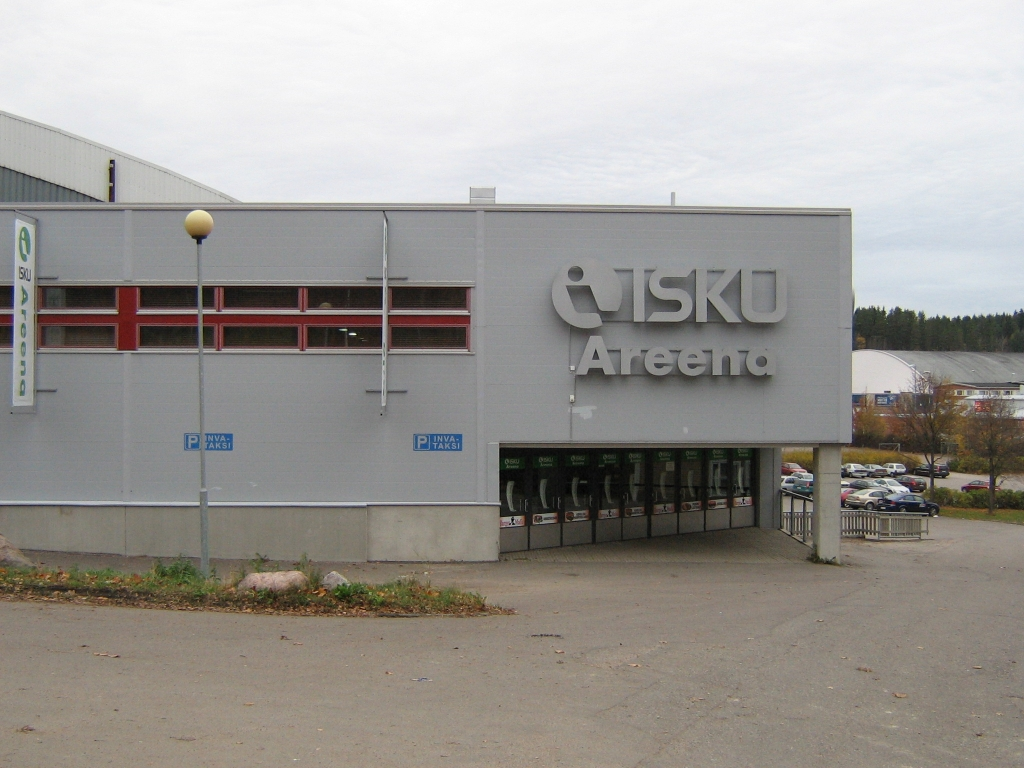
De hal langs de buitenkant.

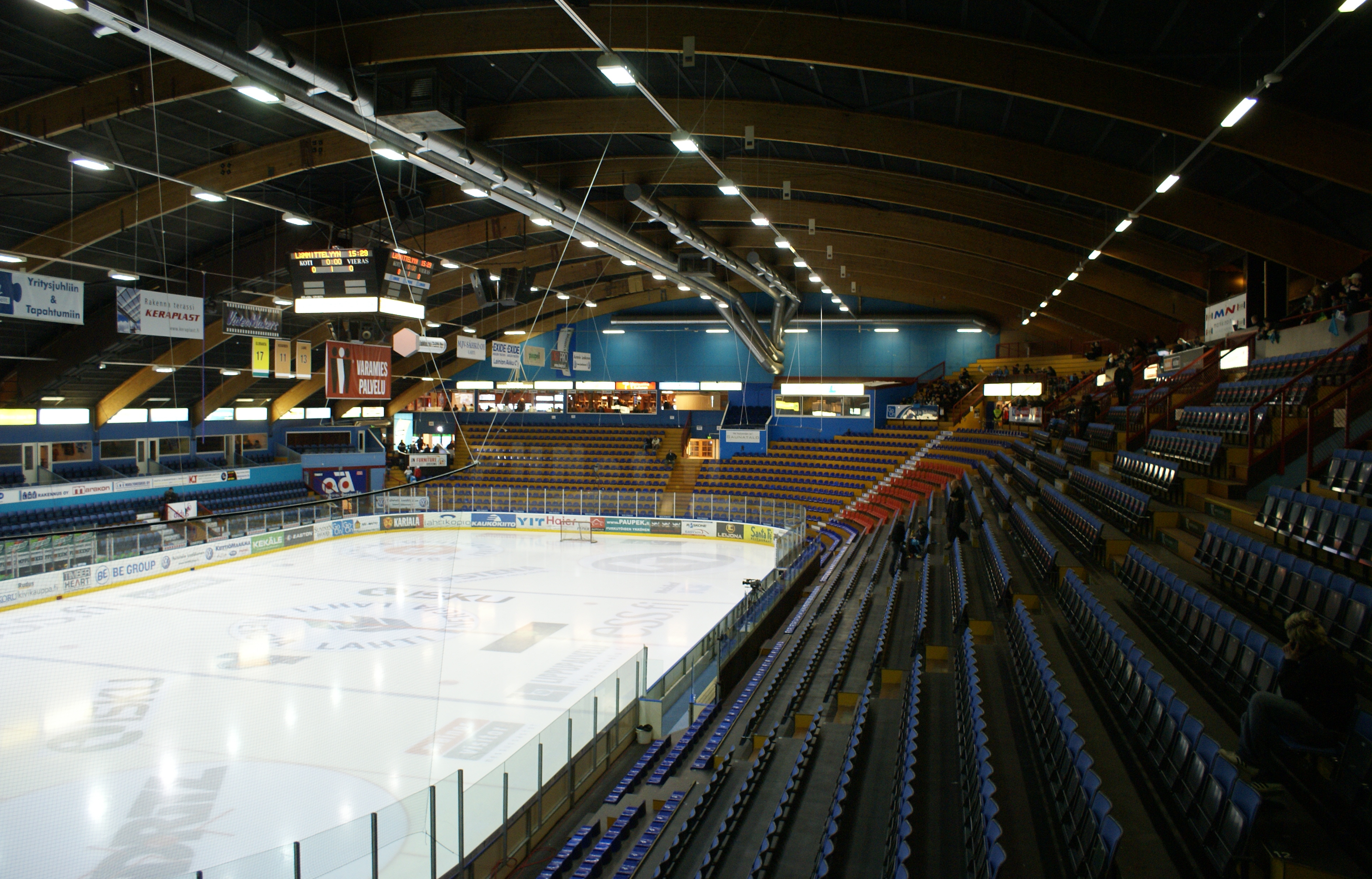
De ijsbaan

De Isku-Areena is een ijshal in de Finse stad Lahti. Het is de thuisbasis van ijshockeyclub Pelicans, die uitkomt in de SM-liiga. De hal werd gebouwd in 1973 en heette tot 2005 de Lahden jäähalli (ijshal van Lahti). Bij de bouw bood de hal plaats aan 5530 personen. Er zijn 2 grote verbouwingen geweest, namelijk in 2007 en 2010 maar het aantal plaatsen in de hal is nauwelijks veranderd.